# Zurobata constellata
Zurobata constellata är en fjärilsart som beskrevs av Pieter Cornelius Tobias Snellen 1880. Zurobata constellata ingår i släktet Zurobata och familjen nattflyn. Inga underarter finns listade i Catalogue of Life.